# Си Джей Тюдор
Си Джей Тюдор — современная британская писательница, пишущая в жанре остросюжетного психологического триллера. Её романы «Меловой человек» и «Тайник» («Похищение Энни Торн») покорили многие страны мира. Она родилась в Солсбери, Англия, но выросла в Ноттингеме, где и живёт до сих пор.
«Меловой человек» был опубликован в январе 2018 года издательством Crown Publishing. Отзывы были неоднозначными. The Sun сообщила: «Тюдор вплетает сложную и захватывающую историю в свой первый роман». Газета Irish Independent сообщила, что книга «имеет интригующую и жуткую идею, но в конечном итоге разваливается после серии невероятных, оттеняющих диковинные сюжетные повороты» Книга получила премию Барри 2019 года за лучший первый роман.

### Книги
- Меловой человек
- Похищение Энни Торн (Тайник)
- Другие люди
- Горящие девушки
- «Полоска тьмы»
- «Дрифт»

### Короткие истории
- Человек в коробке - включен в аудиокнигу «Другие люди».
- Лев у ворот - включен в аудиокнигу «Другие люди».
- Февральский дом - включен в аудиокнигу «Другие люди».
- Остров бабочек в антологии «После заката»

## Рекомендации
1. 1 2  McManus, Darragh. Menace and mayhem but a plot twist too far. The Irish Independent (14 января 2018). Дата обращения: 9 июня 2018. Архивировано 12 июня 2018 года.
2. ↑  Fernando, Marion. Book review: The Chalk Man. The Sun (30 мая 2018). Дата обращения: 9 июня 2018. Архивировано 12 июня 2018 года.
3. ↑  Colyard, K.W. Start Reading C.J. Tudor's 'The Other People' Right Now. Bustle (4 декабря 2019). Дата обращения: 25 апреля 2020.

- Индуистский
- Ассошиэйтед Пресс
- Отзывы о Киркусе
- Отзывы о Киркусе
- Издатели Еженедельник